# Minucia
Minucia là một chi bướm đêm thuộc họ Erebidae.

## Loài
- Minucia bimaculata Osthelder, 1933
- Minucia heliothis Reberl, 1917
- Minucia lunaris – Lunar Double-Stripe Denis & Schiffermüller, 1775
- Minucia profana Eversmann, 1857
- Minucia wiskotti Püngeler, 1901